# Xingang (köpinghuvudort i Kina, Jiangxi Sheng, lat 29,75, long 116,10)
Xingang är en köpinghuvudort i Kina. Den ligger i provinsen Jiangxi, i den sydöstra delen av landet, omkring 120 kilometer norr om provinshuvudstaden Nanchang. Antalet invånare är 28 638. Befolkningen består av 13 827 kvinnor och 14 811 män. Barn under 15 år utgör 18,0 %, vuxna 15-64 år 71 %, och äldre över 65 år 9,0 %.
Runt Xingang är det ganska tätbefolkat, med 248 invånare per kvadratkilometer. Närmaste större samhälle är Xunyangqu, 11,2 km väster om Xingang. Trakten runt Xingang består till största delen av jordbruksmark.
Genomsnittlig årsnederbörd är 2 094 millimeter. Den regnigaste månaden är maj, med i genomsnitt 371 mm nederbörd, och den torraste är januari, med 69 mm nederbörd.